# أوروتينا (كانتون)
أوروتينا (بالإسبانية: Orotina)‏ و هو الكانتون التاسع من محافظة الأخويلا في كوستاريكا. و يغطي الكانتون مساحة 141.92 كم مربع،
كما يقارب عدد سكانه 16,651 نسمة.
و تدعى مدينته الرئيسية بـ أوروتينا أيضاً.
تم تأسيس هذا الكانتون تشريعيا في 1 آب 1908.

## المقاطعات
يتألف الكانتون من خمس مقاطعات وهي :
1. أوروتينا
2. المستاتيه
3. آسييندا فييخا
4. كوجولار
5. لا سييفا